# MAF
|  | Aquest article tracta sobre l'Organització Kurda pels Drets Humans. Vegeu-ne altres significats a «MAF (desambiguació)». |

MAF (que en kurd vol dir "dret"), en àrab al-Lijna al-Kurdiyya lil-Difa an huquq al-Insan (Organització Kurda pels Drets Humans) és una organització defensora dels drets humans a Síria, una de les tres organitzacions kurdes d'aquesta finalitat que existeixen al país. L'únic dirigent conegut és Hasan Masho.
La seva legalització fou denegada per les autoritats sirianes.

## Nota
1. ↑  les altres són DAD (Justícia) coneguda en àrab com al-Munathama al-Kurdiyya lil-Difa an huquq al-Insan wal Hurriyat fi Suriya (Organització Kurda per la Defensa dels Drets Humans i les Llibertats Fonamentals a Síria); i el Comitè Kurd dels Drets Humans en àrab al-Lijna al-Kurdiyya li huquq al-Insan